# ジェームス三木
ジェームス三木（ジェームス みき、本名：山下 清泉（やました きよもと）、1934年〈昭和9年〉6月10日 - 2025年〈令和7年〉6月14日）は、日本の脚本家、作家、演出家、元歌手。

## 来歴・人物

### 生い立ち
1934年、満洲国奉天省奉天市（現・中国遼寧省瀋陽市）生まれ。小学生の時に大阪府茨木市に引き揚げる。
中学2年の時、父が心臓病で急死。父の死後、医師である叔父の勧めで医学部を受験する予定だったが、大阪府立市岡高校に入学後は演劇や恋愛に熱中していた。

### 演劇の道へ
高校2年の時、演劇部で自ら主演・演出した芝居が大阪府高校演劇コンクールで1位入賞。これを期に俳優志望となり、俳優座養成所の入所試験を受けたところ、12倍の競争率を突破して合格。1953年、3年生の5月に高校を中退して上京し、第5期生として俳優座養成所に入所。
しかし学費や生活費を稼ぐためのアルバイトに追われ、大阪弁が抜けなかったことによるコンプレックスも災いし第6期に落ち、市原悦子らと同期になる。さらに仲代達矢の後塵を拝していたこともあって養成所を2年で中退。

### 歌手デビュー
その後テイチクレコードの新人歌手コンクールに応募したところ、200倍の競争率を突破して合格。月給6,800円でテイチクの専属歌手となり、ディック・ミネや三波春夫の前座を務め、また石原裕次郎『錆びたナイフ』のテスト録音を行っている。
テイチクからはフランク永井（ビクター）の対抗馬として売り出すためにジェームス三木と名乗ったが人気が出ず、地方巡業など歌手として13年間の下積み生活を送る。その間、大学入学資格検定に合格する。
1960年3月1日、山下典子と結婚。生活のため横浜のナイトクラブ「ナイトアンドデイ」の専属歌手となる（この時の後輩に無名時代の青江三奈がいた）。

### 小説家に転身
30歳を過ぎて人気が落ち始めた頃、新聞広告を見て文芸同人誌に小説『装飾音符』を発表。この作品が『新潮』に転載される（ジャック天野名義）。これを機に文芸志望へ転じ、シナリオ作家協会主催のシナリオ研究所（現在のシナリオ・センター）に研究生として入所。
1967年に「月刊シナリオ」コンクールに入選。この作品が映画監督・野村芳太郎の目にとまり、ナイトクラブ歌手と二足の草鞋を履きながら野村に師事。1969年、34歳のときに映画『夕月』で脚本家としてデビュー。
1983年には脳腫瘍で入院したが生還し、仕事復帰。

### 脚本家としてヒット
1985年、連続テレビ小説『澪つくし』（NHK総合）が視聴率55.3%を記録し、純愛ブームが巻き起こる。1986年、本作で日本文芸大賞脚本賞受賞。
1987年、大河ドラマ『独眼竜政宗』（NHK総合）を大ヒットさせ、大河史上1位の視聴率を獲得。執筆前に大量の史料を読み込んだという。
1989年、『善人の条件』で映画監督に初挑戦した。
1997年、『存在の深き眠り』『憲法はまだか』で第23回放送文化基金賞脚本賞受賞。
1999年、第50回NHK放送文化賞受賞。同年、山下直子と再婚する。
2006年、四国や瀬戸内圏の歴史や伝統文化、偉人を題材にした舞台作品を愛媛から全国へ発信する文化特使を目指し、設立された「坊っちゃん劇場」の名誉館長に就任。
舞台演出、小説、随筆なども手がけていた。

### 晩年
2025年6月14日、肺炎のため、死去した。91歳没。訃報は同月18日に明らかになった。

## エピソード
- ペンネームの由来は「税務署行き」をもじったもので、歌手時代にディック・ミネに芸名をつけてもらおうとしたところ「これから税務署に行かなくちゃならない」と言われたことから来ているとされていたが、これは事務所がつくったネタだとも言われている。小津安二郎の脚本家としての別名「ゼームス槇」にあやかったとの説もある。
- 歌手として13年ほど活動するが、一向に芽が出ず、脚本家へ転身した後もこの名前を使い続けている。脚本家としてのデビューは『七人の刑事』（TBS）だったが、名前を覚えてもらえず「ジュース三本」と誤植されたこともあった。
- 脳腫瘍の経験談や日本国憲法について説く講演活動を、頻繁に行っている[11]。
- 護憲派として知られ、「九条の会」傘下の「マスコミ九条の会」呼びかけ人を務めた[12]。
- 『クイズダービー』（TBS）に複数回、ゲスト解答者として出演。しかし第700回[注釈 1]、第750回[注釈 2]では2回連続0勝8敗で、第845回[注釈 3]の2問目まで不正解で、実質18連敗以上している。
- 長男は俳優の山下規介[3]。実弟の山下六合雄（やました くにお、1945年5月29日 - 2010年5月1日）にも、脚本や作曲を手がけた作品がある。
- 愛煙家としても知られ、昨今の公共の場所の禁煙に対し、「せめて70歳以上は、いつどこで喫煙してもよいと、大目にみてくれるとありがたい」との意見が『朝日新聞』2008年8月4日朝刊の投書欄に掲載された。
- プロ野球は、30年以上に亘り東京ヤクルトスワローズのファン[13]である。
- 女性遍歴の激しい人物として知られており、1960年に結婚した前夫人が、1992年に暴露本の『仮面夫婦』を上梓。170人以上にも及ぶ女性と関係を持ったことを暴露され、激しいバッシングに遭った。1993年に前夫人と出版社を名誉毀損で提訴し、同時に離婚調停入り。名誉毀損訴訟は1994年に和解したが、離婚が成立したのは2000年だった。後に再婚していたが、晩年にも「当時は本当にどん底だった」と振り返っていた[3]。

## 主な作品

### 脚本

#### 映画
- 『夕月』（1969年）
- 『コント55号 宇宙大冒険』（1969年）
- 『なにがなんでも為五郎』（1970年）
- 『こちら55号応答せよ! 危機百発』（1970年）[14]
- 『青春大全集』（1970年）
- 『ある兵士の賭け』（1970年）
- 『喜劇 三億円事件』（1971年）
- 『夕映えに明日は消えた』（1973年） ※公開中止
- 『赤い鳥逃げた?』（1973年）
- 『しなの川』（1973年）
- 『あした輝く』（1974年)
- 『さらば夏の光よ』（1976年）
- 『北の宿から』（1976年）
- 『恋の空中ぶらんこ』（1976年）
- 『ブラックジャック 瞳の中の訪問者』（1977年） - 原作：手塚治虫
- 『ダブル・クラッチ』（1978年） - 原作：五木寛之
- 『ふりむけば愛』（1978年）
- 『ピンク・レディーの活動大写真』（1978年）
- 『夏服のイヴ』（1984年）
- 『ねずみ小僧怪盗伝』（1984年、松竹）
- 『四月の魚』（1986年）
- 『善人の条件』（1989年） ※監督も務める
- 『メトレス』（2000年） - 原作：渡辺淳一
- 『ふるさとをください』（2008年）
- 日本の青空シリーズ第3弾『渡されたバトン〜さよなら原発〜』（2013年）

#### テレビドラマ
- 『七人の刑事』（1969年、TBS）
- ポーラテレビ小説『お登勢』（1971年、TBS） - 原作：船山馨
- 『助け人走る』（1973年 - 1974年、ABC）
- 『私という他人』（1974年、TBS）
- 『白い滑走路』（1974年、TBS）
- 『白い地平線』（1975年、TBS）
- 『赤い迷路』（1974年、TBS）
- 『逢えるかも知れない』（1976年、フジテレビ）
- 『玉ねぎ横丁の花嫁さん』（1976年、テレビ朝日）
- 『ジグザグブルース』（1977年、テレビ朝日）
- 『ありがとうパパ』（1977年、日本テレビ）
- 『青い鳥を撃て』（1977年、テレビ朝日）
- 『誰かさんと誰かさん』（1978年、テレビ朝日）
- 『パパの結婚』（1978年、日本テレビ）
- 『初恋とおりゃんせ』  (1978年、RKB毎日放送)
- 『魔女伝説』（1979年、フジテレビ）
- 『かたぐるま』（1979年、日本テレビ）
- 『西遊記』（1979年、日本テレビ）
- 『エマニエルの美女 江戸川乱歩の「化人幻戯」』（1980年、テレビ朝日） - 原作：江戸川乱歩
- 『手ごろな女』（1980年、日本テレビ）
- 『かたぐるま2』（1980年、日本テレビ）
- 『西遊記II』（1980年、日本テレビ）
- 『愛さずにはいられない』（1980年、NHK総合）
- 『加山雄三のブラック・ジャック』（1981年、テレビ朝日） - 原作：手塚治虫
- 『煙が目にしみる』（1981年、NHK総合）
- 『ここまでは他人』（1981年、TBS）
- 『かたぐるま3』（1981年、日本テレビ）
- 『天国と地獄の美女 江戸川乱歩のパノラマ島奇譚』（1982年、テレビ朝日） - 原作：江戸川乱歩
- 『けものみち』（1982年、NHK総合） - 原作：松本清張
- 『ひねくれた殺人』（1982年、テレビ朝日） - 原作：海渡英祐
- 『夢見る頃を過ぎても』（1983年、NHK総合）
- 『あなたに首ったけ』（1983年、NHK総合）
- 『波の塔』（1983年、NHK総合） - 原作：松本清張
- 『徹と由起子』（1984年、TBS）
- 連続テレビ小説『澪つくし』（1985年、NHK総合）
- 『新婚旅行は三人で』（1986年、RKB毎日放送）
- 『父の詫び状』（1986年、NHK総合） - 原作：向田邦子
- 大河ドラマ『独眼竜政宗』（1987年、NHK総合） - 原作：山岡荘八
- 『翼をください』（1988年、NHK総合）
- 『幸せの黒いしっぽ』（1989年、テレビ朝日）
- 『聖女（マドンナ）は春風にのって』（1990年、NHK総合）
- 『女房という他人』（1990年、テレビ朝日）
- 『巌流島 小次郎と武蔵』（1992年、NHK総合）
- 『危険なパーティ』（1992年、読売テレビ）
- 『戦国武士の有給休暇』（1994年、NHK総合）
- 大河ドラマ『八代将軍吉宗』（1995年、NHK総合）
- 『存在の深き眠り』（1996年、NHK総合）
- 『憲法はまだか』（1996年、NHK総合）
- 『雲の上の青い空』（1997年、NHK総合）
- 『夜会の果て』（1997年、NHK総合）
- 『おじさん改造講座』（1998年、NHK総合） - 原作：清水ちなみ
- 『眠狂四郎スペシャル4　雪の夜に私を殺して!狂四郎を愛し続けた女』（1998年、テレビ朝日） - 原作：柴田錬三郎
- 『けろりの道頓 秀吉と女を争った男』（1999年、関西テレビ） - 原作：司馬遼太郎
- 大河ドラマ『葵 徳川三代』（2000年、NHK総合）
- 金曜時代劇『お登勢』（2001年、NHK総合） - 原作：船山馨
- 『結婚泥棒』（2002年、NHK総合）
- 『龍神町龍神十三番地』（2003年、TBS） - 原作：船戸与一
- 火曜サスペンス劇場『通いの天使・介護ヘルパー 田野倉滋子』（2004年、日本テレビ）
- 『弟』（2004年、テレビ朝日） - 原作：石原慎太郎
- 金曜時代劇『最後の忠臣蔵』（2004年、NHK総合） - 原作：池宮彰一郎
- 『上を向いて歩こう〜坂本九物語〜』（2005年、テレビ東京）
- 木曜時代劇『次郎長背負い富士』（2006年、NHK総合） - 原作：山本一力
- 新春ワイド時代劇『忠臣蔵 瑤泉院の陰謀』（2007年、テレビ東京） - 原作：湯川裕光
- 『海峡』（2007年、NHK総合）
- 『天と地と』（2008年、テレビ朝日） - 原作：海音寺潮五郎
- 『書道教授』（2010年3月23日、日本テレビ） - 原作：松本清張
- 『神様の女房』（2011年10月、NHK総合）
- 『薄桜記』（2012年、NHK BSプレミアム） - 原作：五味康祐
- 新春ワイド時代劇『白虎隊〜敗れざる者たち』（2013年1月2日、テレビ東京）
- 木曜時代劇『あさきゆめみし 〜八百屋お七異聞』（2013年、NHK総合）
- 放送90年ドラマ『経世済民の男・第一部　高橋是清』（2015年、NHK総合）
- 金曜プレミアム『松本清張スペシャル 一年半待て』（2016年4月15日、フジテレビ） - 原作：松本清張[5]

#### 舞台
- 『愛さずにはいられない』（1982年、青年劇場）
- 『結婚という冒険』（1985年、青年劇場）
- 『澪つくし』（1986年、新橋演舞場）[注釈 4]
- 『翼をください』（1990年、青年劇場）[注釈 4]
- 『煙が目にしみる』（1991年、前進座）
- 『巨人の帽子』（1992年、俳優座）
- 『雲の上の青い空』（1996年、大阪新歌舞伎座）
- 『真珠の首飾り』（1998年、青年劇場）[1]
- 『雲の上の青い空』（1998年、新宿コマ劇場）
- 『菜の花の沖』（1999年、わらび座）- 原作：司馬遼太郎
- 『つばめ』（2002年、わらび座）
- 『雲の上の青い空』（2002年、御園座）
- 『さぶ』（2003年、新橋演舞場）- 原作：山本周五郎
- 『ドクトル長英』（2004年、わらび座）
- 『悪魔のハレルヤ』（2004年、青年劇場）
- 『坊っちゃん!』（2006年、わらび座）- 原作：夏目漱石
- 『族譜』（2006年、青年劇場）- 原作：梶山季之
- 『最愛のひと』（2006年、明治座）
- 『お登勢』（2007年9月8日-10月5日、劇団前進座） 脚本・演出 - 原作：船山馨
- ミュージカル『龍馬!』（2008年、わらび座）
- 『池袋わが町』（2008年、池袋演劇祭）
- 『虚空遍歴』（2009年、シアターX）- 原作：山本周五郎
- ミュージカルオペラ『龍馬』（2009年、浅草公会堂）
- 『存在の深き眠り』（2010年、ランドマークホール）[注釈 4]
- ミュージカル『正岡子規』（2010年、わらび座）
- 『ふるさとをください』（2010年、シアター青芸）
- 『太陽と月』（2010年、青年劇場）
- 『対馬物語』（2011年、漁火）
- 『里見八犬伝』（2012年、影法師）
- 『雲の上の青い空』（2016年、大阪新歌舞伎座）

#### ゲームソフト
- 『ワンチャイコネクション』（1994年）

### 著書

#### 戯曲
- 『青春泥棒徹と由紀子』〈ヤングアダルトブックス〉、大和書房、1984年6月25日。
- 『澪つくし : 戯曲』未来社、1986年4月3日。
- 『花丸銀平』実業之日本社、1986年5月28日。
- 『旅よ恋よ女たちよ』実業之日本社、1986年5月28日。
- 『結婚という冒険 ジェームス三木戯曲集』（1986年、未来社）
- 『独眼竜政宗 NHKテレビ・シナリオ』（1987年、曜曜社出版）
- 『ときめき宣言 オリジナルシナリオ』（1989年、徳間書店）
- 『安楽兵舎V.S.O.P. ジェームス三木戯曲集』（1991年、未来社）
- 『巨人の帽子 ジェームス三木戯曲集』（1993年、未来社）

#### 小説
- 『ありがとうパパ』（1977年、日本テレビ放送網）
- 『ヤバイ伝第一章』冬樹社、1982年9月10日。
- 『澪つくし 上巻』実業之日本社、1985年6月10日。※NHK連続テレビ小説
- 『澪つくし 下巻』実業之日本社、1985年8月10日。※NHK連続テレビ小説
- 『逢えるかも知れない』（1985年、ゆまにて→集英社文庫）
- 『翼をください』（1988年、徳間書店→アニメージュ文庫）
- 『竜の血』（1992年、徳間書店）
- 『八代将軍吉宗』（1994年 - 1995年、日本放送出版協会→NHK出版→NHKライブラリー）※NHK大河ドラマ原作
- 『存在の深き眠り』（1996年、NHK出版→NHKライブラリー）
- 『葵 徳川三代』（1999年 - 2000年、NHK出版）※NHK大河ドラマ原作
- 『憲法はまだか』（2002年、角川書店→角川文庫）
- 『つばめ』（2003年、NHK出版）
- 『ドクトル長英』（2004年、NHK出版）
- 『かささぎ』（2008年、NHK出版）
- 『へその曲げ方 西郷頼母会津藩始末』（2012年、学研）

#### エッセイ
- 『テレビドラマ紳士録 : ジェームス三木対談集』映人社、1982年9月28日。
- 『ヤバイ伝』（2000年、新潮社）
- 『ドラマと人生』（2008年、社会評論社）
- 『平成オトナの勝手塾 中高年一貫指導』（2008年、社会評論社）
- 『人間の正体 人を動かしているものは何か』（2008年、中経出版）

#### 共著
- 『夏服のイヴ』（1984年、集英社文庫コバルトシリーズ）共著：はりう・しずえ
- 『夏服のイヴ 松田聖子主演映画』（1984年、実業之日本社）共著：佐藤映湖
- 『潔い女は美しい 歴史に学ぶ女の生き方』（2002年、致知出版社）共著：杉本苑子
  - 『日本の歴史を動かした女たち』（中経の文庫）
- 『これまでの道、これからの夢』（2008年、きょうされん）共著：藤井克徳

### 音楽作品

#### 歌唱
- 靴みがきとアコーディオン（1957年、テイチク C-4139）
- 酒場の隅で（1958年、テイチク C-4168）
- さまよえる靴音（1958年、テイチク C-4245）

#### 作詞
- さらば青春（1980年、日本テレビ『かたぐるま2』主題歌） - 新沼謙治
- 澪つくし（1985年、NHK総合 連続テレビ小説『澪つくし』主題歌） - 彩恵津子
- 恋のあらすじ（1985年、NHK総合 連続テレビ小説『澪つくし』挿入歌） - 彩恵津子
- 君の青春は輝いているか（1987年、テレビ朝日『超人機メタルダー』オープニングテーマ） - 佐々木功
- タイムリミット（1987年、テレビ朝日『超人機メタルダー』エンディングテーマ） - 水木一郎、こおろぎ'73
- ネコなんだもん（1994年、日本テレビ『進め!電波少年』企画曲。作曲はポール・モーリア） - 松本明子
- 男が酒を飲むときは/雲の上の青い空（1996年） - 中村美律子
- 朱雀門（1997年、「平城京'98」イメージソング） - 中村美律子
- ブギウギ時代（1998年） - 中村美律子

### 出演
- 『第36回NHK紅白歌合戦』（1985年12月31日、NHK総合・ラジオ第1） - 審査員
- 『化身』（1987年1月5日 - 1月26日、関西テレビ・東映）
- 『スターご勝手対談』（1987年4月5日 - 1988年9月25日、関西テレビ） - 司会
- 『ザッツミュージック』（1985年9月11日 - 1987年3月11日、NHK総合） - 司会
- 『第31回日本レコード大賞』 (1989年12月31日、TBS） - ゲスト
- 『クイズダービー』（1992年8月1日、TBS） - 4枠週替わり回答者
- 『徹子の部屋』（2000年11月15日、テレビ朝日）
- 『開運!なんでも鑑定団』（2002年5月14日、テレビ東京）
- 『アウト×デラックス』（2013年7月4日・2014年2月27日・4月3日・2018年8月16日、フジテレビ）
- 『スタジオパークからこんにちは』（2013年10月10日、NHK総合）

### 講演活動
- 2017年4月26日に岐阜都ホテルにおいて、立川談四楼と共に日本たばこ産業株式会社のJTフォーラムの講演を行っている[15]。

### その他
- 『日本国憲法前文と九条の歌-CDブックス』（あけび書房、2004年）ISBN 4871540510（うた・きたがわてつ・寄稿・早乙女勝元・森村誠一,写真・田辺順一）
- 春の歩み - 私的なノートで、山下典子によると、肉体関係をもったのべ89人の女性の容姿、女性器をランク付けし、女性器の感想などを書いていた[16]。山下典子は76人目だった[16]。